# Bolo palma

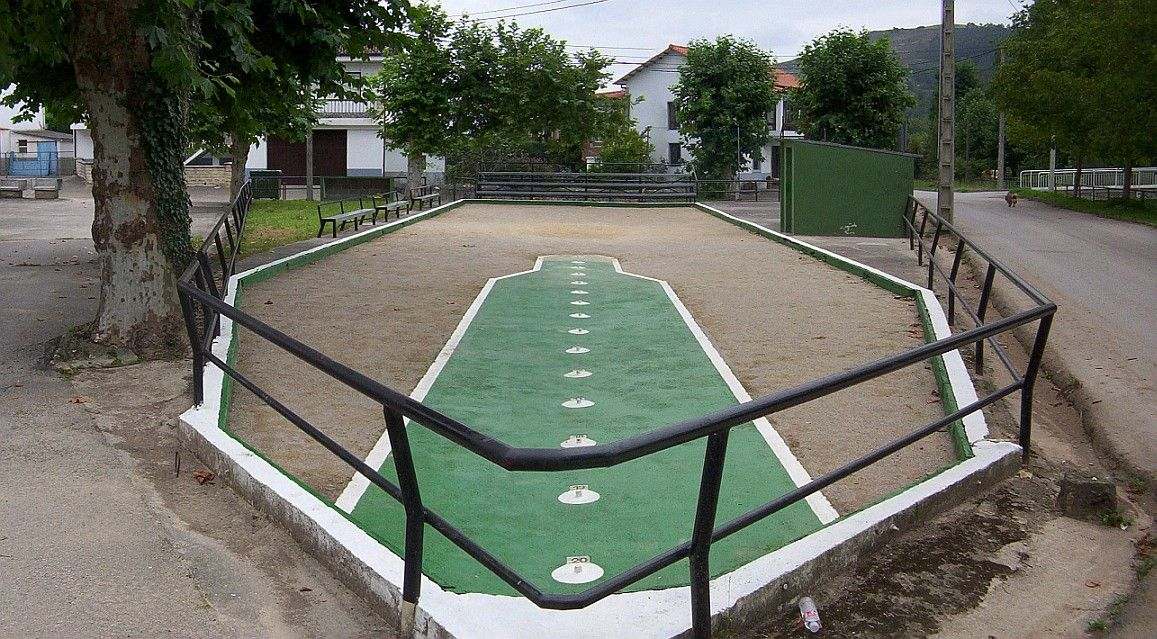
Bolera de bolo palma vista desde el tiro. Se pueden observar las estacas metálicas ancladas al suelo que marcan las diferentes distancias de lanzamiento posibles. Bolera de Cuatro Caminos, en Riotuerto.

El bolo palma es una modalidad del juego de los bolos tradicional de Cantabria (España) y zonas limítrofes. Ha sido también nombrado como bolos a emboque o birle. Por ser originario de La Montaña, también se le denomina bolo montañés, siendo calificado como el juego montañés o deporte montañés por excelencia. Más recientemente también se le ha calificado de bolo cántabro. El objetivo del juego es derribar el máximo número de bolos mediante el lanzamiento a distancia de una bola de madera.

## Distribución geográfica
El juego del bolo palma se ha practicado tradicionalmente casi en la totalidad de la geografía de Cantabria y en los concejos más orientales de Asturias. Entre la localidad asturiana de Posada de Llanes y el río Agüera, incluyendo por el sur la Comarca de Campoo-Los Valles, raro es el lugar que no tenga o haya tenido alguna vez un corro de bolos. En Cantabria, se desconoce actualmente la existencia de corrobolos en los municipios de Castro Urdiales, Valle de Villaverde, Soba (aunque aquí parece que antaño existió alguno en la localidad de La Gándara) y San Pedro del Romeral. En Asturias es practicado en Peñamellera y Ribadedeva, valles que pertenecieron a Cantabria hasta 1833, así como en una gran parte del concejo de Llanes. Estas circunstancias son las que han hecho posible que desde hace décadas sea conocido como bolo montañés o bolo cántabro y se le considere el deporte vernáculo de Cantabria por antonomasia. En localidades vinculadas a Cantabria como la burgalesa de Arija o las palentinas de Aguilar de Campoo, Quintanilla de las Torres, Canduela, Quintanas de Hormiguera o Villaescusa de Henares también han existido boleras de esta modalidad. Asimismo, la emigración cántabra llevó este deporte a distintos puntos del resto de España como Vizcaya, Barcelona, Madrid o Cádiz e incluso a otros países como México, Argentina, Chile y Venezuela.

## Elementos del juego

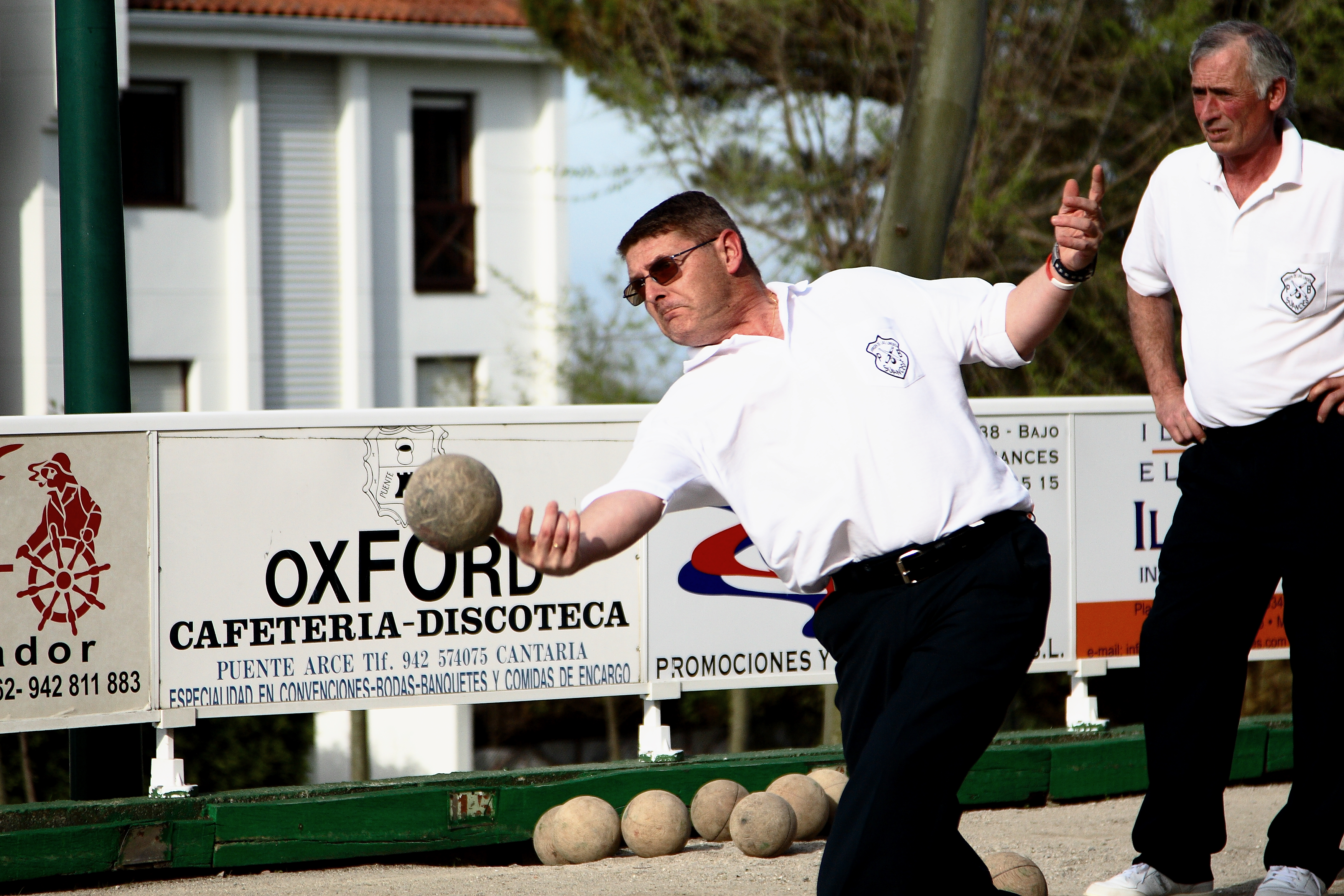
Tiro al pulgar.

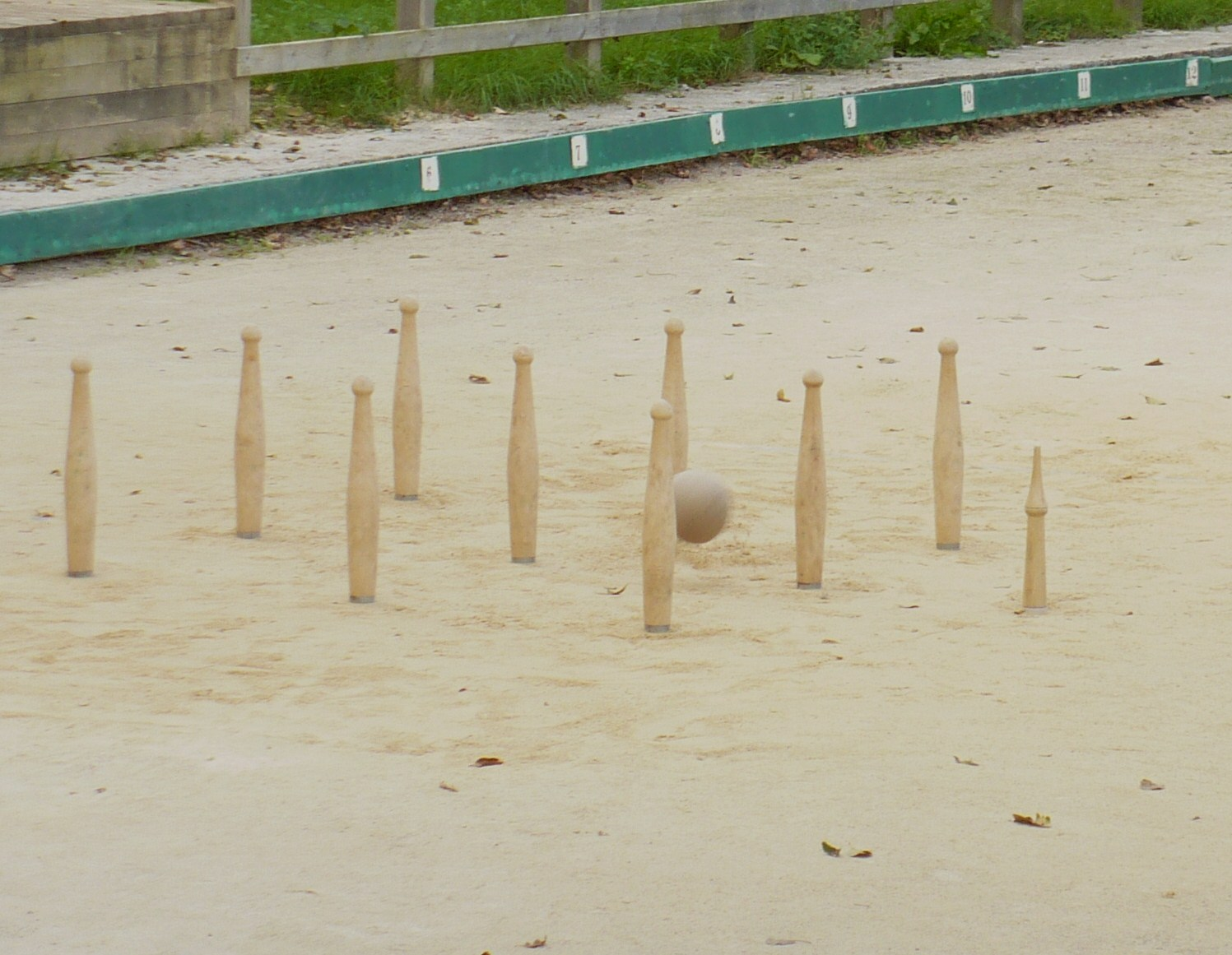
Bolos, emboque y bola

### Los bolos
Son 9, de madera de avellano o abedul, con una base de metal conocida como argolla. Estos se sitúan en la caja de la bolera encima de las estacas correspondientes. Tienen unas medidas de 45 cm de alto x 5 cm de diámetro.

### El emboque
El emboque en concurso se sitúa a los laterales de la caja en función de si se juega a la mano o al pulgar (efecto que se da a la bola). En partido, existe una mayor libertad de movimiento del emboque que debe seguir una serie de reglas según la raya que se ponga.

### La bola
Con forma esférica y en ocasiones para "ponerlas al peso" de núcleo metálico (plomo), están hechas con madera de encina. Su peso oscila normalmente entre los 1,5 y 2,3 kg, dependiendo de cada jugador.

### La bolera

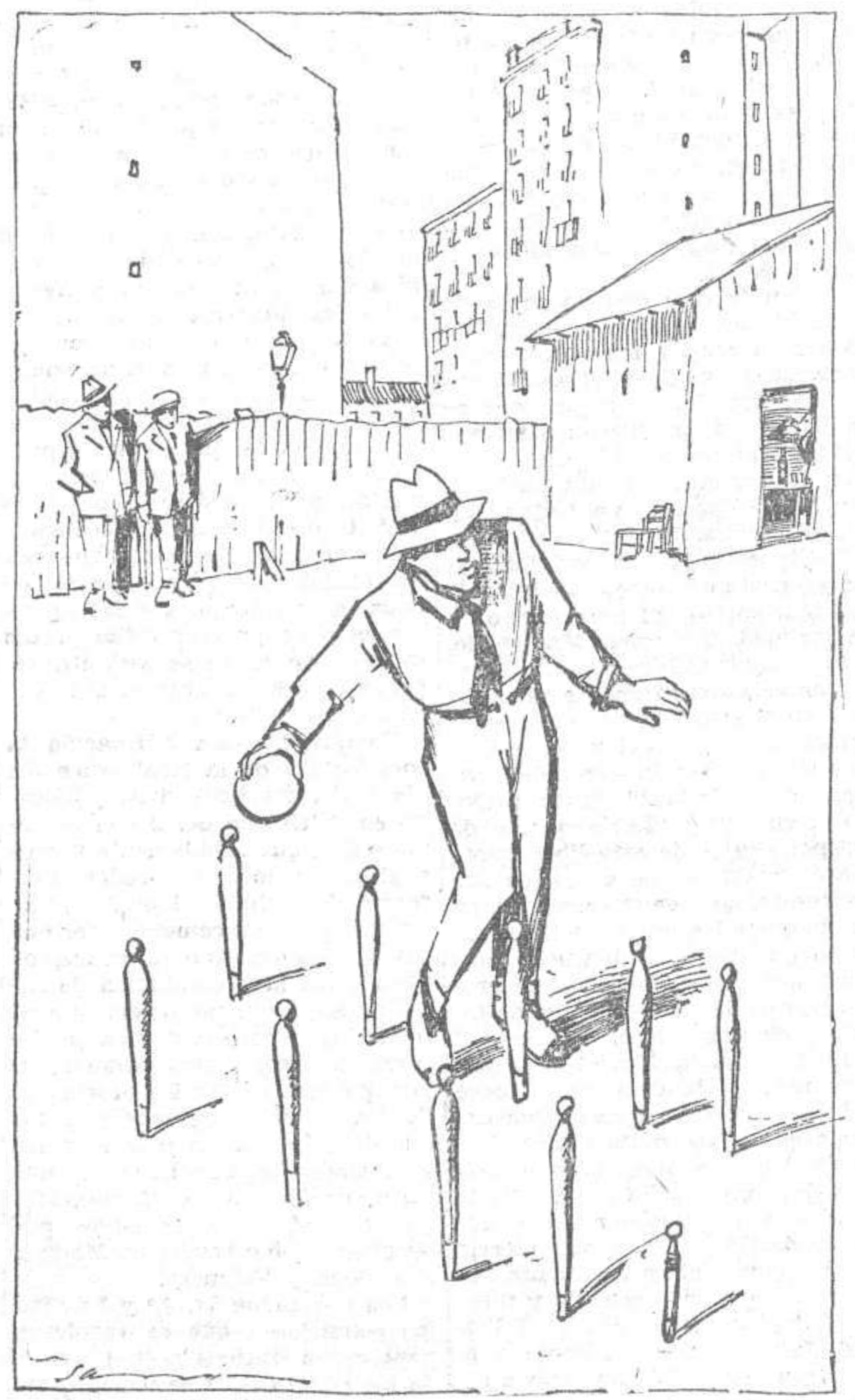
«El pasabolos, la palma, el cache y el birle» (La Voz, 1929)

Las dimensiones de la bolera, de forma rectangular y llana, será en atención a la categoría de las peñas, de unas determinadas medidas, si bien se aconseja la construcción de la bolera máxima es de 34 x 8 m. La bolera se compone de tres partes: tiro, caja y birle. En ella se encuentran unas líneas importantes que servirán para delimitar las partes de la bolera. Estas líneas son:
- La línea longitudinal que divide la bolera en dos mitades iguales y sobre la que se marcarán los tiros.
- La línea de raya al medio donde se sitúa la fila central de bolos y divide a la bolera en dos zonas: la válida y la nula. La válida será la comprendida entre esta línea y la banda tope de birle, mientras que la zona nula será el resto de la bolera (salvo si ocurre una jugada especial llamada estacazo).[nota 1]
- El fleje. Es una línea recta perpendicular a la línea de tiro, que delimita la zona de impacto de las bolas válidas. Se señala con una cinta blanca o una chapa de metal. Se coloca a 1,90 metros de la línea de raya al medio.[3]

En función de estas líneas las partes de la bolera son:
- El tiro. Es la primera zona de la bolera y es la más grande. Comprende el espacio entre la raya al medio y la banda tope de tiro. En ella se sitúa una superficie alargada de cemento que recoge las diferentes líneas de tipo posibles en función de la distancia. Estas señales o tiros fijan el lugar donde cada jugador tiene que poner el pie correspondiente para tirar. Estas marcas están separadas entre sí por una distancia de un metro para indicar los distintos tiros, los cuales abarcan un rango de entre los 6 a los 20 metros, dependiendo de la bolera, las categorías de edad o de juego de los participantes.[3]

- La caja. Es la segunda zona de la bolera. La caja abarca desde el fleje hasta la tercera fila de bolos y tiene forma cuadrada de 1,35 m de lado.[3] En ella se encuentran las estacas o plataformas donde se plantan los 9 bolos en tres filas paralelas de tres bolos cada una, con un separación entre bolo y bolo de 650 mm. En función de la caja, pueden existir también estacas para el emboque a los lados de esta para situarlo a la mano a la que se tenga que tirar. La fila central de bolos coincidirá con la línea de raya al medio.[2]

- El birle. Es la tercera parte de la bolera. Se trata de una zona de tierra, limpia de elementos entre la caja y el fondo de la bolera. En ella se detendrán las bolas una vez lanzadas desde el tiro, y desde aquí se volverán a lanzar aquellas que sean válidas.[2]

Dimensiones y partes de una bolera de bolo palma:
1. Zona de tiro.
2. Fleje.
3. Emboque.
4. Raya al medio.

## Desarrollo del juego

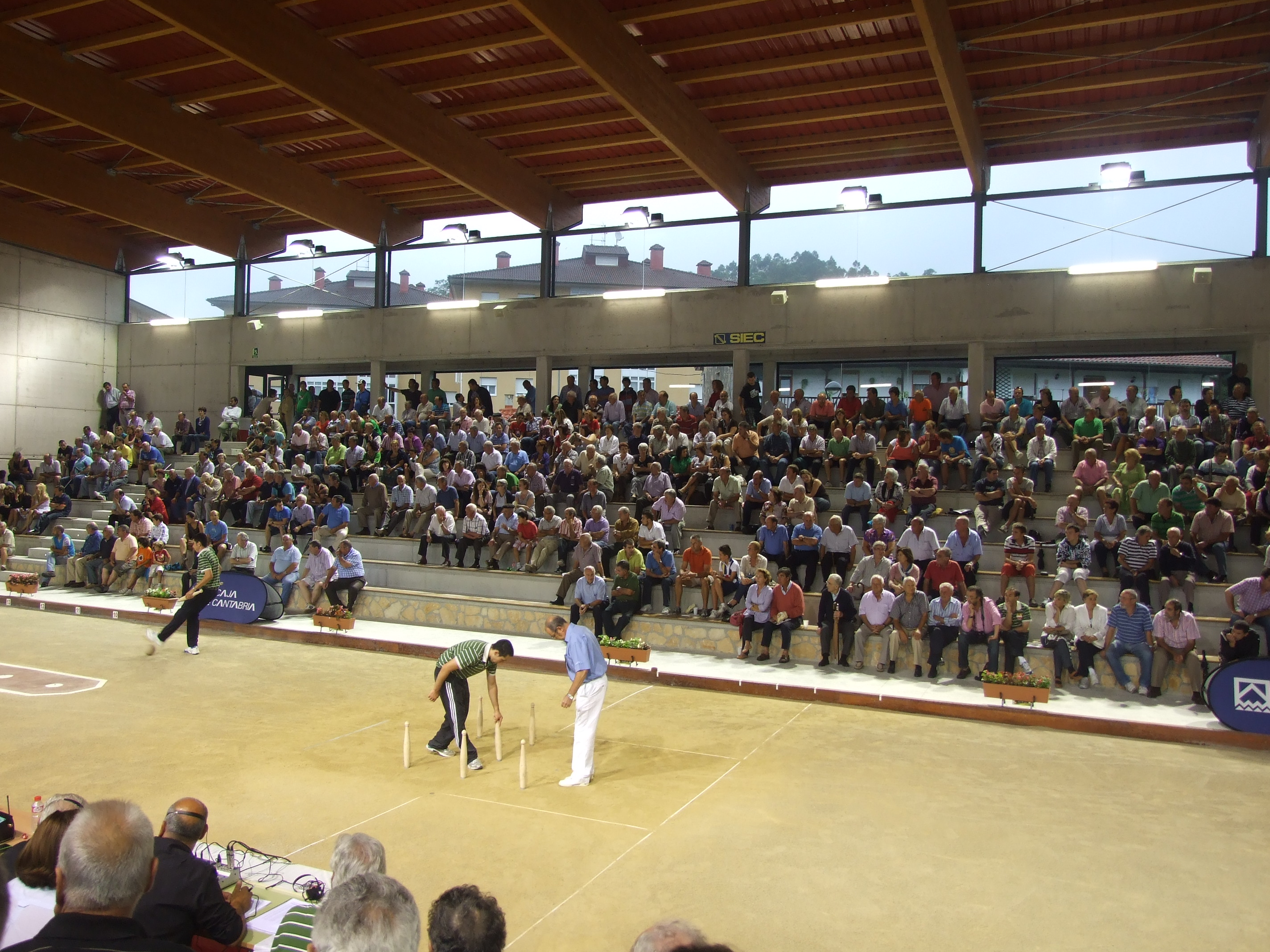
La bola tiene que sobrepasar la línea de fleje (línea de aluminio situada delante del primer bolo) en el primer bote, y ha de caer fuera del rectángulo para posteriormente poder birlar.

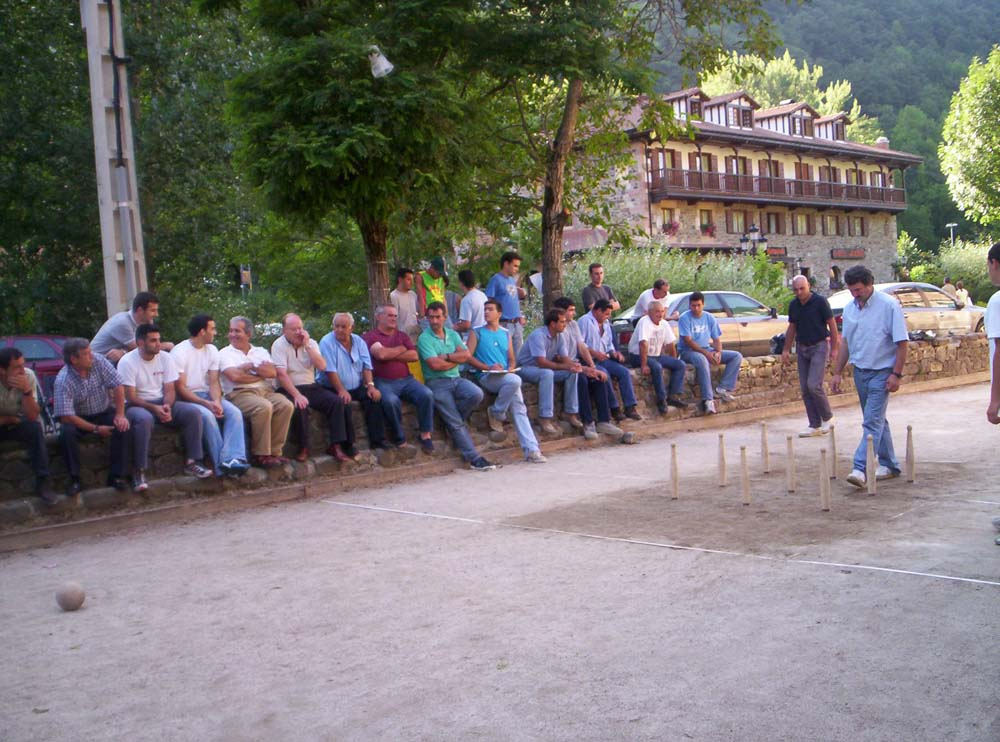
Tras cada tiro, los bolos se "plantan" de nuevo en su lugar si alguno de ellos ha sido derribado.

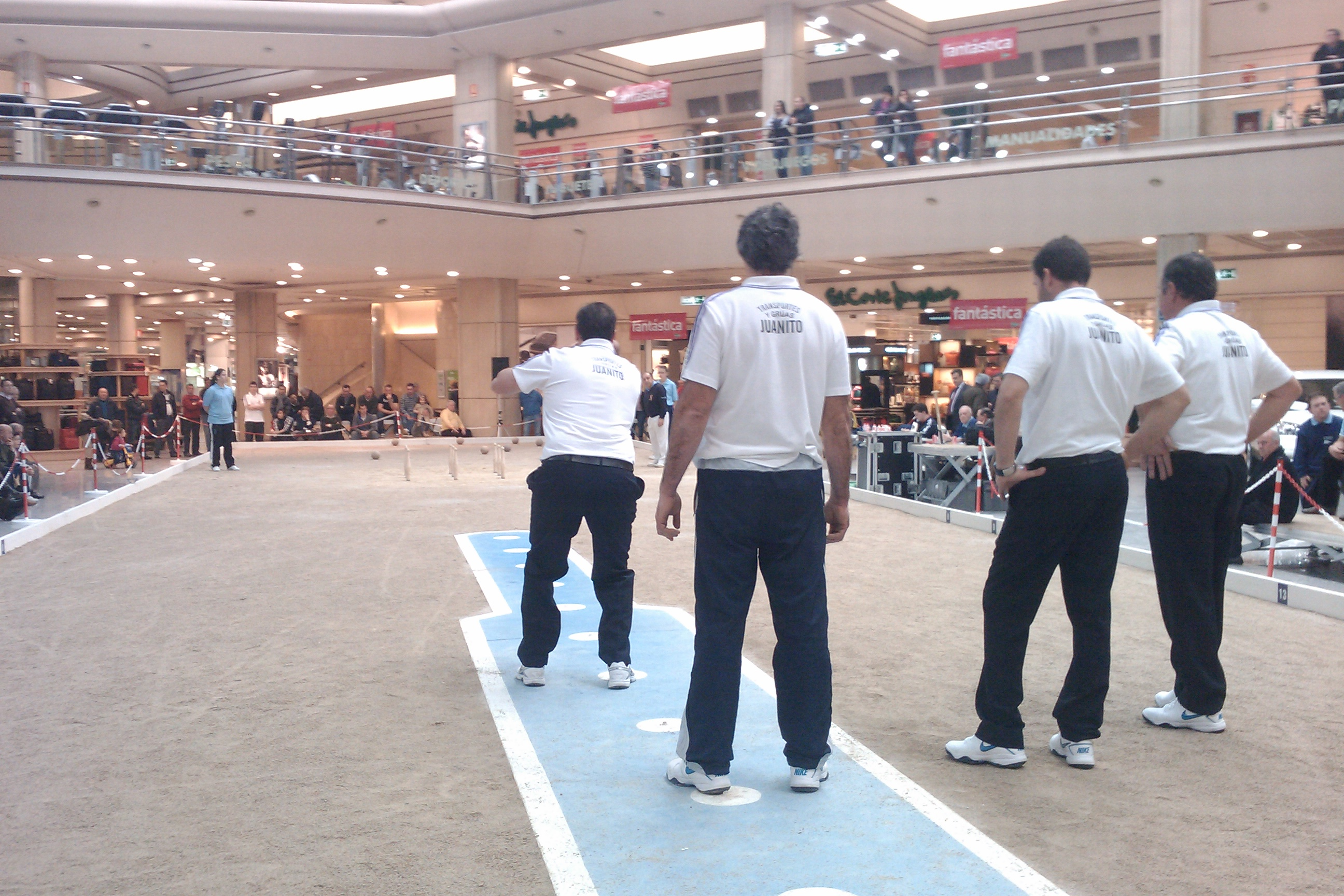
Bolera vista desde el tiro. XIII Jornadas Bolísticas Hipercor, en el centro comercial de El Corte Inglés de Santander.

Al bolo palma se puede jugar de manera individual, por parejas o por equipos de cuatro jugadores. En individuales y parejas se lanzarán tres bolas por jugador y tirada. En cambio cuando se juegue por equipos se lanzan dos bolas por jugador en cada tirada.
Se colocan nueve bolos de 45 centímetros de altura sobre una zona llamada caja. Además, se coloca uno, el bolo denominado emboque, a un lado de las hileras formadas por los bolos, que determinará el efecto de cómo se tiene que lanzar:
- A la mano, si el emboque se coloca entre la banda izquierda y la caja de bolos. La bola será tirada para que se consiga darle el efecto necesario a la izquierda y derribar el emboque.
- Al pulgar, si el emboque se sitúa entre la banda derecha y la caja de bolos. La bola será lanzada para que desarrolle un giro a la derecha, dándole así un efecto hacia donde está colocado el emboque.

Se sortea que equipo realizará la partida inicial, el cual decidirá también la distancia de tiro. El segundo equipo será el que pone la raya y la posición del emboque para lanzar a la mano o al pulgar, según le convenga.
En la modalidad libre una partida de bolo palma se juega el número de chicos pactado de antemano, aunque por lo general se fijan seis chicos por partida. Cada chico o ronda de juego consta de dos tiradas, ganando el chico quien derribe más bolos en el cómputo global de las dos tiradas. Estas dos series de lanzamiento definen también las dos fases del juego:
1. El tiro. Es la primera fase del juego, el jugador lanza la bola desde la zona también llamada tiro, la cual tiene diferentes puntos de lanzamiento en función de la distancia seccionada por el equipo inicial y según las edades de los jugadores. La bola tiene que sobrepasar la línea de fleje (línea de aluminio situada delante del primer bolo) en el primer bote, y ha de caer fuera del rectángulo para posteriormente poder birlar. Según cómo caiga la bola esta puede ser:
  - Bola pasa o larga. Aquellas bolas cuyo primer impacto se produce más allá de la última línea de bolos. Es una bola no válida.
  - Bola queda. La que se detiene dentro de la caja. Se retira y después se birlará desde la posición que el jugador desee.
  - Caballo. Cuando la bola derriba en primer lugar el primer bolo de la fila de la mano del emboque o cualquiera de los tres bolos de la otra mano. Es una bola no válida.
  - Emboque. Consiste en lograr que la bola lanzada desde el tiro derribe el primer bolo de la fila del medio y desvíe su trayectoria y bien derribe a su vez el bolo de emboque, pase por encima de él sin derribarlo o alcance la raya en el tramo comprendido entre el emboque y su banda lateral. Esta difícil jugada vale 10 puntos.
  - Bola blanca. La que pasa de largo entre los bolos sin derribar ningún.
  - Chapa o fleje (bola nula). Aquellas que al caer golpean en el fleje o antes de él.
  - Estacazo. Jugada que se produce cuando la bola lanzada desde el tiro cae sobre el primer bolo o su estaca, de tal forma que sin pasar por la línea de raya al medio (la que divide la bolera en dos zonas, la válida y la nula) retrocede de nuevo hacia la línea de tiro. Esta jugada da lugar a diversas posibilidades de birle. Puede ser una bola queda o bola pasa según su recorrido.[3]
2. El birle. Es la segunda fase del juego. Desde donde han quedado la bola tras el primer lanzamiento el jugador volverá a tirar, intentando derribar de nuevo los bolos que han vuelto a ser colocados en su posición original. En esta ocasión el bolo de emboque no se coloca ya que carece de valor. Durante esta fase un jugador puede estimar que las bolas todavía no birladas estorben para birlar otras, entonces pueden retirarse provisionalmente, señalando previamente el lugar que ocupan y desde donde posteriormente se birlarán.[2]

Los bolos derribados, tanto desde el tiro como desde el birle, valen un punto cada uno, excepto si cae el bolo central en solitario (la panoya) que vale dos puntos. El emboque solo se puede realizar desde el tiro y su valor será de 10 puntos que se sumarán a los bolos derribados.
La puntuación final de cada chico se calcula sumando los bolos derribados en las dos tiradas. Gana el equipo que más chicos gane y consiga "cerrar" haciendo en total 40 bolos o más.

## Competiciones
- Liga APEBOL
- Copa APEBOL
- Liga nacional de bolos
- Liga regional de bolos
- Campeonato de Cantabria de Bolo Palma
- Campeonato de España de Bolo Palma
- Semana Bolística
- Copa Federación Española de Bolos
- Copa Cantabria - Torneo Presidente
- Torneo del millón
- Torneo del Banco Santander
- Ligas de invierno
- Campeonato Interautonómico
- Copa Cantabria Infinita
- Torneo de maestros